# Pablo de Madalengoitia
Pablo de Madalengoitia y Aubry (Lima, 11 de mayo de 1919-Lima, 24 de mayo de 1999) fue un destacado presentador y productor de televisión, maestro de ceremonias, actor y periodista peruano.

## Biografía
Pablo de Madalengoitia nació en la antigua avenida la Colmena de Lima. Hijo de Pablo de Madalengoitia Albrecht y Natalia Aubry. Cursó estudios en el Colegio de la Inmaculada de los jesuitas. Luego, inició estudios de Derecho en la Universidad Nacional Mayor de San Marcos. Deja sus estudios universitarios y viaja a la Argentina, donde se haría actor. 
Regresa pronto al Perú y participa en variadas obras teatrales. Fundó la Compañía Nacional de Comedias. Paralelamente fue redactor del periódico La Crónica.
En 1951 se casó con Carmen Ferreyros Pérez de Velazco, con quien adoptó y crio a su hijo Rafael.
Fuera de su trabajo en la TV, tenía una tienda en Miguel Dasso llamada Especialísimo, que vendía objetos de regalo.

## Trayectoria
Sus inicios como animador fue en la radio, donde Pablo y sus amigos sería uno de los estelares. Fue un entrevistador culto, bien hablado, motivador y deshinbidor de invitados famosos o desconocidos.
Llegaría luego a la televisión donde destacaría como animador de programas de concursos, culturales y de entrevistas en una dilatada carrera, destacando Esta es su vida, Helen Curtis pregunta, Lo que vale el saber, Usted es el juez y la popular Cancionísima, en Panamericana Televisión, que en ese tiempo estaba en la señal del Canal 13. En los años setenta, bajo el Gobierno militar, se alejó temporalmente de la pantalla chica.
En 1977 volvió a la televisión con Lo que vale el saber en América. El programa estaba enfocado en preguntas de cultura general. Pero en 1980 vuelve a Panamericana Televisión para conducir 24 horas, junto con Humberto Martínez Morosini y Zenaida Solís. En 1981, simultáneamente, inicia el espacio Magazine, al lado de Silvia Maccera y, en septiembre de 1982, regresa a América para conducir La pregunta de los 10 millones junto con Inés Hormazábal (quien después sería sustituida por Zelmira Aguilar).

### Programas
- Helen Curtis pregunta por 64 000 soles (1960-1962)
- Pablo y sus amigos (1961-1962)
- Scala regala (1960)
- Esta es su vida (1961)
- Cancionísima (1961-1968)
- Este es su día (1966-1967)
- El clan del 4 (1968)
- La pregunta de los 500 000 reales (1968-1970)
- Lo que vale el saber (1977-1979)
- Para ganar hay que tratar (1978)
- Usted es el juez (1978-1979)
- Especiales musicales
- El especial de Pablo y sus amigos (1980-1981)
- 24 horas (1980-1981)
- Magazine (1981)
- La pregunta de los 10 millones (1982-1983)
- La pregunta de los 25 millones (1984-1985)
- Vivir la vida (1985)
- Bienvenida la música (1987)
- Agenda personal (1988-1989)
- Los especiales de Panamericana (1991-1996)